# Postcodes in Oostenrijk

Postcodegebieden in Oostenrijk

Oostenrijk kent viercijferige postcodes. De postcodes in Oostenrijk werden op 1 januari 1966 ingevoerd.

## Indeling
Het eerste getal van de postcode geeft de regio aan:
- 1xxx - Wenen
- 2xxx - Niederösterreich (Neder-Oostenrijk ten oosten van Wenen)
- 3xxx - Niederösterreich (Neder-Oostenrijk ten westen van Wenen)
- 4xxx - Oberösterreich (Opper-Oostenrijk)
- 5xxx - Salzburg en westelijk Oberösterreich
- 6xxx - Tirol (met uitzondering van Oost-Tirol) en Vorarlberg
- 7xxx - Burgenland
- 8xxx - Steiermark
- 9xxx - Karinthië en Oost-Tirol

Het tweede getal is voor het Leitgebiet, een subregio. Het derde getal duidt de route aan voor de vrachtwagen of de trein en het vierde getal is voor het hoofdpostkantoor.